# Rydsnäs
Rydsnäs – miejscowość (tätort) w Szwecji, w regionie administracyjnym (län) Östergötland, w gminie Ydre.
Według danych Szwedzkiego Urzędu Statystycznego liczba ludności wyniosła: 282 (31 grudnia 2015), 278 (31 grudnia 2018) i 280 (31 grudnia 2019).